# Спиваков, Владимир Теодорович
Влади́мир Теодо́рович Спивако́в (род. 12 сентября 1944, Уфа, Башкирская АССР, РСФСР, СССР) — советский и российский дирижёр, скрипач, педагог. Герой Труда Российской Федерации (2025). Народный артист СССР (1990), народный артист Украины (1999, лишён в 2024). «Артист мира ЮНЕСКО» (2006). Лауреат премии Ленинского комсомола (1982), Государственной премии СССР (1989) и РФ (2012). Полный кавалер ордена «За заслуги перед Отечеством».
Художественный руководитель и главный дирижёр Национального филармонического оркестра России и Государственного камерного оркестра «Виртуозы Москвы». Президент Московского международного Дома музыки.

## Биография

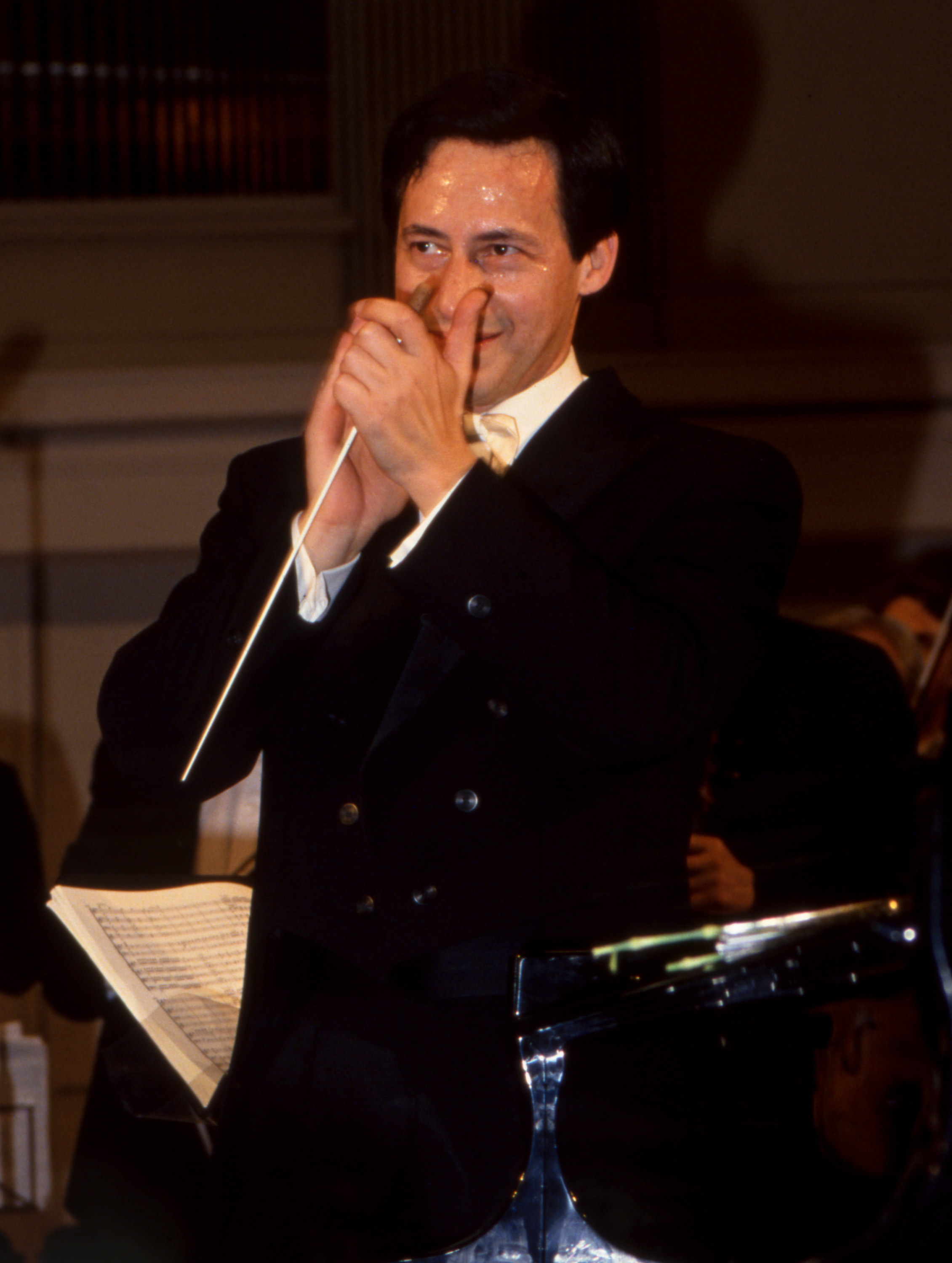
Во время выступления в Концертном зале имени П. И. Чайковского, Москва, 1991 год, автор фото: Лев Медведев

Владимир Теодорович Спиваков родился 12 сентября 1944 года в еврейской семье в Уфе, где его родители находились в эвакуации в годы войны. После окончания войны семья вернулась в Ленинград: мать преподавала в музыкальной школе, отец работал инженером и врачом-диетологом.
Обучался игре на скрипке с 6-летнего возраста у Б. Э. Крюгера. В 1953 году был зачислен в специальную музыкальную школу при Ленинградской консерватории, где занимался у Л. М. Сигал и В. И. Шера.

В детстве я занимался боксом, а толчком к этому послужило желание постоять за себя: когда мы учились в ленинградской школе-десятилетке, нас, еврейских мальчишек, постоянно лупила компания хулиганов, собиравшаяся обычно на углу возле школы. Скрипки разбивались в щепки. Естественно, в один прекрасный день мне это надоело — так я попал в секцию бокса. Через три месяца, когда мы снова лицом к лицу столкнулись с вражеской компанией, я аккуратно положил свою скрипочку на землю и первый раз в жизни ответил, наконец, так, как следовало. Это умение в дальнейшем не раз мне помогло.— Полина Капшеева. Подслушавший ангела: интервью с Владимиром Спиваковым
В 1963 году окончил Центральную музыкальную школу при Московской консерватории. В 1963—1967 годах учился в Московской консерватории по классу скрипки у Ю. И. Янкелевича. В 1970 году окончил аспирантуру под его же руководством.
Концертирует с 1965 года. С 1970 года — солист Московской филармонии.
В книге «Соло на ундервуде» С. Д. Довлатова этот период жизни описывается так:
Спивакова долго ущемляли в качестве еврея.  Красивая фамилия не спасала его от антисемитизма. Ему не  давали звания. С трудом выпускали на гастроли. Доставляли ему всяческие неприятности.

Наконец, Спиваков  добился гастрольной  поездки  в  Америку.  Прилетел в Нью-Йорк. Приехал в Карнеги-Холл.

У  входа  стояли  ребята из Лиги защиты  евреев. Над их  головами висел транспарант:

„Агент КГБ — убирайся вон!“

И ещё:

„Все на борьбу за права советских евреев!“

Начался концерт. В музыканта полетели банки с краской. Его сорочка была в алых пятнах.

Спиваков  мужественно  играл  до  конца.  Ночью  он  позвонил  Соломону Волкову. Волков говорит:

— Может, после всего этого тебе дадут „Заслуженного артиста“?

Спиваков ответил:

— Пусть дадут хотя бы „Заслуженного мастера спорта“.
В скрипичном репертуаре видное место занимают произведения западноевропейских классиков и сочинения советских авторов. В качестве солиста выступал со многими симфоническими оркестрами мира, среди которых филармонические оркестры Москвы, Ленинграда, Лондона, Вены, Берлина и Нью-Йорка, оркестр Консертгебау, симфонические оркестры Парижа, Филадельфии, Питтсбурга, Чикаго и Кливленда под управлением таких дирижёров, как Е. Мравинский, Е. Светланов, К. Кондрашин, К. М. Джулини, Ю. Темирканов, М. Ростропович, С. Озава, Л. Маазель, Р. Мути, Л. Бернстайн, К. Аббадо.
Дирижёрскому мастерству обучался у профессора Нижегородской консерватории им. М. Глинки И. Б. Гусмана в России, а также у дирижёров Л. Бернстайна и Л. Маазеля в США.
В 1979 году основал камерный оркестр «Виртуозы Москвы», которым руководит по сей день. В этом же году дебютировал как симфонический дирижёр с Чикагским симфоническим оркестром. В 1984 году получил знаменательный подарок от Л. Бернстайна — его дирижёрскую палочку.
В 1999—2003 годах возглавлял Российский национальный оркестр. В настоящее время руководит Национальным филармоническим оркестром России.
В качестве дирижёра выступал в крупнейших концертных залах мира не только с «Виртуозами Москвы» и Национальным филармоническим оркестром России, но и с известными европейскими и американскими оркестрами, среди которых симфонические оркестры Лондона, Чикаго, Филадельфии, Кливленда и Будапешта, оркестры театра «Ла Скала» и Академии Санта-Чечилия, Кёльнской филармонии и Французского радио.
С 1975 по 1990 год преподавал в Музыкально-педагогическом институте имени Гнесиных (ныне Российская академия музыки имени Гнесиных), получив учёное звание профессора. С 1994 по 2005 год вёл мастер-классы в Цюрихе.
С 1989 до 2022 года — художественный руководитель Музыкального фестиваля в Кольмаре. В 2001 году организовал Московский Международный Фестиваль "Владимир Спиваков приглашает… ", с периодичностью в два года (второй состоялся в 2003 году, третий — в 2005 году).
С 1989 года — член жюри известных Международных конкурсов (в Париже, Генуе, Лондоне, Монреале) и президент конкурса скрипачей имени Сарасате в Испании. В 2002 году возглавлял жюри скрипачей на XII Международном конкурсе имени П. И. Чайковского в Москве. Постоянный участник ежегодного Международного музыкального Фестиваля «Crescendo».
В 1994 году учредил Международный благотворительный фонд Владимира Спивакова, стипендиатами которого стали многие одарённые юные музыканты. Основатель (2002) и президент (2003) Московского Международного Дома музыки.
С 26 июля 2010 года — член Патриаршего совета по культуре (Русская православная церковь).
С 1989 года проживает в Москве, Испании и Франции. Владеет идишем, английским, французским, испанским, немецким языками.

### Общественная позиция
- К президентским выборам 2012 года выступил с видеороликом в поддержку кандидата Владимира Путина, призывая «не раскачивать лодку»[14].
- В марте 2014 года подписал письмо президенту России Владимиру Путину в поддержку аннексии Крыма[15]
- 12 августа 2020 года выразил возмущение действиями Александра Лукашенко и силовых структур Белоруссии во время акций протеста, которые последовали за президентскими выборами[16][17]:

«Сегодня на вашем „празднике“ царит мракобесие, тирания, насилие и бесконечные примеры крайней жестокости, с которой власти подавляют волеизъявление множества граждан по всей стране… Сегодня моё сердце бьется в унисон с народом Республики Беларусь, правомерно требующим соблюдения элементарных прав и свобод, включая право на мирные протесты. Поэтому в сложившейся ситуации я вынужден отказаться от ордена, которым Вы меня ранее наградили. Мне стыдно его носить, так как это связано с Вашим правлением».
- В феврале 2022 года вместе с некоторыми другими представителями культуры подписал коллективное письмо, которое призывало остановить вторжение России в Украину[18].

### Семья
Отец — Теодор Владимирович Спиваков (29 апреля 1919, Одесса — 1977), инженер-технолог, был призван перед войной из Одессы, демобилизован после тяжёлой контузии и с 1942 года работал старшим контрольным мастером термического цеха на Уфимском моторном заводе; имел также специальность врача-диетолога.
Мать — Екатерина Осиповна Вайнтрауб (1913—2002), выпускница Ленинградской консерватории, пианистка. Родилась в Кишинёве, выросла в Одессе, пережила блокаду Ленинграда, откуда и эвакуировалась в Башкирию; работала концертмейстером клуба «Ударник» при Уфимском моторном заводе. Многие оставшиеся в Одессе родственники (в том числе бабушка и дедушка музыканта со стороны матери) погибли в гетто во время оккупации города.
Первая жена — Светлана Безродная (урождённая Левина, род. 1934), скрипачка и дирижёр, народная артистка России (1996).
Вторая жена — Виктория Постникова (род. 1944), пианистка, народная артистка России (2004).
Сын — Александр (позже усыновлённый Г. Н. Рождественским).
Третья жена — Сати Спивакова (урождённая Саакянц, род. 1962), актриса, телеведущая.
Дочери — Екатерина, Татьяна и Анна. Приёмная дочь — Александра (дочь умершей сестры Елизаветы).

## Награды

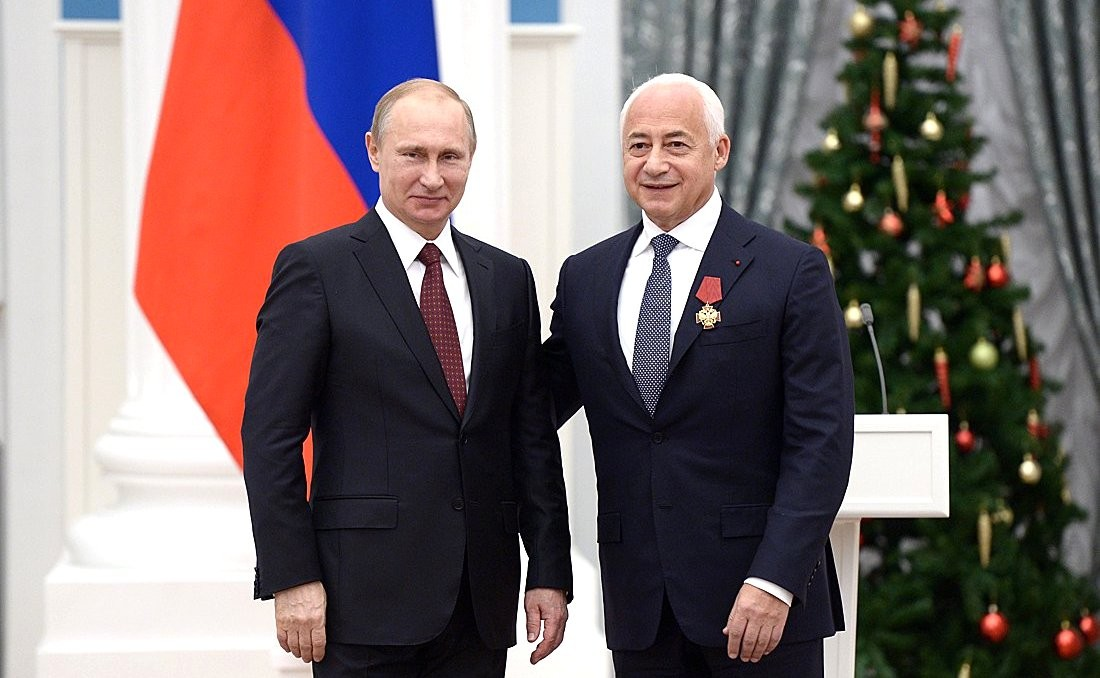
Награждение орденом «За заслуги перед Отечеством» IV степени. 22 декабря 2014 года

Государственные награды СССР и Российской Федерации:
- Заслуженный артист РСФСР (27 октября 1978) — за заслуги в области советского музыкального искусства[31]
- орден «Знак Почёта» (14 ноября 1980) — за большую работу по подготовке и проведению Игр XXII Олимпиады[32]
- Премия Ленинского комсомола (1982) — за высокое исполнительское мастерство
- Народный артист РСФСР (28 марта 1986) — за заслуги в области советского музыкального искусства[33][34]
- Народный артист Армянской ССР (1989)[35]
- Государственная премия СССР (1989) — за концертные программы 1986—1988 годов
- Народный артист СССР (28 февраля 1990) — за большие заслуги в развитии советского музыкального искусства[36]
- орден Дружбы (17 декабря 1994) — за заслуги перед народом, связанные с развитием российской государственности, достижениями в труде, науке, культуре, искусстве, укреплении дружбы и сотрудничества между народами[37]
- орден «За заслуги перед Отечеством» III степени (9 августа 1999) — за большой вклад в развитие музыкального искусства[38]
- Народный артист Республики Северная Осетия — Алания (2005)
- орден «За заслуги перед Отечеством» II степени (2 сентября 2009) — за выдающийся вклад в развитие музыкального искусства и активную общественную деятельность[39]
- Государственная премия Российской Федерации — за выдающиеся достижения в области гуманитарной деятельности 2011 года (5 июня 2012)[40]
- Народный артист Дагестана (2013)
- орден «За заслуги перед Республикой Башкортостан» (29 мая 2013) — за большой вклад в развитие музыкального искусства, активную общественную и благотворительную деятельность[41]
- Народный артист Республики Башкортостан (2014)
- орден «За заслуги перед Отечеством» IV степени (10 сентября 2014) — за большие заслуги в развитии отечественной культуры, телевидения и многолетнюю плодотворную деятельность[42]
- орден «За заслуги перед Отечеством» I степени (9 августа 2019) — за большой вклад в развитие отечественной культуры и искусства, многолетнюю плодотворную деятельность[43]
- Герой Труда Российской Федерации (1 мая 2025) — за особые трудовые заслуги перед государством и народом[44]

Другие награды, премии, поощрения и общественное признание:
- 1-я премия конкурса фестиваля «Белые ночи» в Ленинграде (1957)
- 3-я премия Международного конкурса скрипачей им. М. Лонг и Ж. Тибо (Париж, 1965)
- 2-я премия Международного конкурса скрипачей им. Н. Паганини (Генуя, 1967)
- 1-я премия Монреальского международного конкурса исполнителей (1969)
- 2-я премия Международного конкурса им. П. Чайковского (Москва, 1970)
- Премия Всеевропейской Мюнхенской академии «За выдающиеся достижения в области музыкального искусства» (1981)
- Приз «Золотой Остап» (1993)
- орден «За заслуги» III степени (19 апреля 1997, Украина) — за весомый личный вклад в популяризацию мирового музыкального наследия на Украине, активную благотворительную деятельность[45] (22 ноября 2024 года лишён ордена в ходе введённых СНБО Украины санкций против лиц, поддержавших вторжение России в Украину)
- Посол доброй воли ЮНЕСКО (1998)
- Народный артист Украины (28 октября 1999) — за значительный личный вклад в развитие музыкального искусства, многолетнюю плодотворную творческую деятельность[46] (22 ноября 2024 года лишён звания в ходе введённых СНБО Украины санкций против лиц, поддержавших вторжение России в Украину)
- «Лучший музыкант Радио-1» (1999)
- Почётный гражданин Кольмара (Франция, 1999)
- орден Святого Месропа Маштоца (1999, Армения)
- Офицер ордена Искусств и литературы (1999, Франция)
- Кавалер ордена Почётного легиона (2000, Франция)[47][48]
- орден «Данакер» (3 июля 2001, Кыргызстан) — за большой вклад в развитие кыргызско-российского культурного сотрудничества[49]
- Медаль «Оливковая ветвь» (2001, Армения)
- Почётный профессор МГУ (2002)[50]
- Премия «Лица года» в номинации «Кумир» (2002)
- Благодарность Президента Российской Федерации (12 сентября 2004) — за заслуги в развитии музыкального искусства и многолетнюю творческую деятельность[51]
- орден князя Ярослава Мудрого V степени (12 сентября 2004, Украина) — за выдающийся личный вклад в развитие музыкального искусства, многолетнюю плодотворную творческую деятельность и по случаю 60-летия со дня рождения[52] (22 ноября 2024 года лишён ордена в ходе введённых СНБО Украины санкций против лиц, поддержавших вторжение России в Украину)
- Почётная грамота Московской городской Думы (15 сентября 2004) — за заслуги перед городским сообществом[53]
- Почётный гражданин Тольятти (2004)
- Национальная премия общественного признания «Россиянин года» — «за выдающиеся достижения в формировании образа единой российской нации с общими историко-культурными корнями и богатыми духовными традициями» (2005)[54]
- орден «Меценаты столетия» (2005)
- Международный общественный орден «Золотой сокол» (2005)
- «Артист мира ЮНЕСКО» — за «выдающийся вклад музыканта в мировое искусство, его деятельность во имя мира и развитие диалога между культурами» (2006)
- Премия «Овация» в номинации «Классическая музыка» (2008)
- Золотая медаль Моцарта ЮНЕСКО (2009)
- Почётная грамота Правительства Москвы (28 августа 2009) — за большой вклад в развитие музыкального искусства, активную общественную и благотворительную деятельность и в связи с 65-летием со дня рождения [55]
- Премия Правительства Российской Федерации в области культуры (17 декабря 2010) — за создание Международного Благотворительного Фонда Владимира Спивакова[56]
- Премия в области культуры и искусства «Звёзды Содружества» (Совет по гуманитарному сотрудничеству и Межгосударственный фонд гуманитарного сотрудничества государств-участников СНГ, 2011)[57]
- Грамота Содружества Независимых Государств (3 сентября 2011) — за активную работу по укреплению и развитию Содружества Независимых Государств[58]
- Офицер ордена Почётного легиона (2011, Франция)
- Командор ордена Звезды Италии (2 мая 2012, Италия)[59]
- Премия имени Г. Товстоногова «За выдающийся вклад в развитие театрального искусства» (2012)
- Премия города Москвы в области литературы и искусства (номинация «Просветительская деятельность») (23 июля 2013) — за создание и проведение Международного Фестиваля «Москва встречает друзей»[60]
- орден Франциска Скорины (24 февраля 2014, Белоруссия) — за значительный личный вклад в развитие и популяризацию классического искусства, большие заслуги в укреплении культурных связей между Российской Федерацией и Республикой Беларусь[61][62]. Отказ от ордена в 2020 году[16][63]
- орден Даниила Московского I степени (2014) — во внимание к особому вкладу в развитие музыкально-исполнительского искусства, за сотрудничество с Русской Православной Церковью в области эстетического воспитания молодежи и в связи с 70-летием со дня рождения[64]
- Почётный гражданин Уфы (2015)[65]
- Почётный член РАХ
- Премия Шок де ля мюзик «Диапазон д’ор» — награда французской прессы за лучшую грамзапись.
- Премия имени Анатолия Лысенко (2024) - в номинации «За достижения».[66][67][68]

## Руководство конкурсами и фестивалями
Под руководством Владимира Теодоровича Спивакова проходили:
- в 1989 году возглавил Международный музыкальный фестиваль в Кольмаре (Франция). Спиваков является его художественным руководителем[69];
- с 1994 года стал президентом Международного благотворительного фонда Владимира Спивакова, самым значимым и масштабным мероприятием которого является международный фестиваль «Москва встречает друзей»[70];
- с 2001 года один раз в два года проводится фестиваль «Владимир Спиваков приглашает…»;
- с 2009 года он стал Почётным президентом Международного конкурса скрипачей имени Ю. И. Янкелевича в Омске;
- в 2016 году был организатором Международного конкурса скрипачей в Уфе.

Владимир Теодорович был членом жюри различных конкурсах в Париже, Генуе, Лондоне, Монреале, Монте-Карло, Памплоне, Москве.

## Благотворительность
Международный благотворительный фонд Владимира Спивакова — это некоммерческая организация, которая была основана Владимиром Спиваковым 1994 году..

## Дискография
- 1974 — Моцарт В. А. «Сонаты для двух скрипок, виолончели и органа» (LP, фирма грамзаписи «Мелодия», С10 05209-12)
- 1977 — П. Чайковский: «Концерт для скрипки с оркестром ре мажор», соч. 35 (LP, фирма грамзаписи «Мелодия», С10-08549-50)
- 1979 — «Владимир Спиваков играет и дирижирует» (LP, фирма грамзаписи «Мелодия», С10-13127-8)
- 1979 — «Vladimir Spivakov plays Schubert, Paganini and Brahms» (LP, Angel Records, US, SZ-37574)
- 1979 — "Скрипичные миниатюры "(LP, фирма грамзаписи «Мелодия», С10-17555 003)
- 1990 — В. А. Моцарт: «Три дивертисмента для струнного оркестра» (LP, «Виртуозы Москвы», фирма грамзаписи «Мелодия», А10 00037 002)

## Некоторые факты
- До 1997 года играл на скрипке работы мастера Ф. Гобетти, подаренной ему профессором Ю. И. Янкелевичем. С 1997 года музыкант играет на инструменте работы А. Страдивари, который передали ему в пожизненное пользование меценаты — поклонники его таланта[73][значимость факта?].
- В связи с 50-летием российский Центр космических исследований назвал одну из малых планет его именем[значимость факта?].
- Ему посвящены следующие произведения: «Зеркало в зеркале» для скрипки и фортепиано А. Пярта (1978), «Пять фрагментов по картинам Иеронимуса Босха» для тенора, скрипки, тромбона, клавесина, ударных и струнного оркестра А. Шнитке (1994)[74], концерт для оркестра «Жёлтые звёзды» памяти Рауля Валленберга Исаака Шварца (2000)[75], симфония «Тихое веянье» (2 редакция) из тетралогии «Симфония пути» Вячеслава Артёмова (2008)[73][значимость факта?].
- Увлекается спортом и, в частности, имеет 2-й разряд по боксу[76][значимость факта?].

## Документальные фильмы и телепередачи
- «Владимир Спиваков. „Без фрака“» («Первый канал», 2009)[77]
- «Владимир Спиваков. „Жизнь на кончиках пальцев“» («Первый канал», 2014)[78][79]
- «Владимир Спиваков. „Диалоги с Соломоном Волковым“» («Культура», 2014)[80][81][82][83]